# کلاودیا نیستاد
کلاودیا نیستاد (آلمانی: Claudia Nystad؛ زادهٔ ۱ فوریهٔ ۱۹۷۸) اسکی‌باز صحرانوردی اهل آلمان بود.
وی همچنین برندهٔ جوایزی همچون برگ بوی نقره‌ای شده‌است.